# Mohamed Madani
Ne doit pas être confondu avec Mohamed Amine Madani.
 (juin 2021).
Si vous disposez d'ouvrages ou d'articles de référence ou si vous connaissez des sites web de qualité traitant du thème abordé ici, merci de compléter l'article en donnant les références utiles à sa vérifiabilité et en les liant à la section « Notes et références ».
Mohamed Madani (en arabe : محمد مداني) est un footballeur international algérien né le 23 mai 1945 à Alger et mort assassiné  le 7 février 1997 à Kouba (banlieue d'Alger). Il évoluait au poste de défenseur.

## Biographie

### En club
Mohamed Madani évolue en première division algérienne avec son club formateur, l'USM Alger, où il remporte le premier championnat national d'Algérie durant la saison  1962-1963  puis il rejoint l'Olympique Musulmans de Ruisseau, puis le CR Belcourt, où il est champion d'Algérie en 1970, avant d'aller finir sa carrière footballistique à l'équipe de SKAF Khemis, club de division inférieure.

### En équipe nationale
Mohamed Madani joue trente-sept matchs en équipe d'Algérie entre 1970 et 1975, inscrivant un but. Il joue son premier match le 27 décembre 1970, contre le Maroc (défaite 3-0). Son dernier match a lieu le 1er juin 1975, contre la Tunisie (défaite 2-1).
Il participe avec la sélection algérienne aux Jeux africains de 1973 à Lagos, au Nigeria.

## Palmarès
USM Alger
- Championnat d'Algérie (1) :
  - Champion : 1962-63.